# ランドローバー・レンジローバーヴェラール
レンジローバー ヴェラール（Range Rover Velar）とはインド・タタ自動車の子会社である、イギリス・ランドローバー社が発売している高級SUVである。2017年に製造・発売が開始された。

## 初代 (2017年 -)  L560
2017年2月22日、レンジローバーファミリーに「ヴェラール」が加わることが発表され、詳細は同年3月1日に公開された。
イヴォークとレンジローバースポーツの間を埋めるミドルクラスのSUVとして開発された。ジャガー・Fペイス、XEおよびXFとの共通アーキテクチャーを採用しており、アルミニウム素材により大幅に軽量化されている。
ランドローバー初となる、4気筒INGENIUMガソリンターボエンジンとツインターボ（250馬力・365Nm、300馬力・400Nm）、V型6気筒スーパーチャージドガソリンエンジン（380馬力・450Nm）を搭載。4気筒ディーゼルターボとツインターボ（180馬力・430Nm、240馬力・500Nm）に加え、6気筒ディーゼルターボ（300馬力・700Nm）も用意され、全機種がZF8速オートマチックトランスミッションを搭載。
他に特徴的な点として、施錠時や8km/hを超える車速で走行するとドアノブがドアパネルに格納されてフラットになる「デプロイアブル・ドアハンドル」をランドローバーのモデルとして初採用。ボディと一体化するこのドアハンドルを採用したことで、デザイン面に加えて空気抵抗係数0.32を実現している。
2019年2月5日、ジャガー・AJ-V8エンジン・5Lスーパーチャージャーを積んだ「SVオートバイオグラフィー・ダイナミック・エディション」が発表された。

### 日本での販売
2017年7月11日、日本での受注を開始。日本にはディーゼル4気筒ターボ1種類、ガソリン4気筒ターボ２種類、6気筒の3.0Lターボの計4種類を導入。基本仕様とスポーティな装いの「R-ダイナミック」の2つをラインナップした上で、各々に標準モデルと「S」「SE」「HSE」の4グレードを展開する。そのため、車種グレードは合計32種類にわたる。
2018年5月22日、世界で最も美しい車「ワールド・カー・デザイン・オブ・ザ・イヤー2018」を受賞したことを記念し、特別仕様車「ベーシック」「プラス」「ダイナミック」が発売された。
| エンジン型式 | 総排気量 cc | 最高出力 kW (PS)/rpm   | 最大トルク Nm/rpm | グレード                        | 製造年     |
| ------------ | ----------- | ---------------------- | ----------------- | ------------------------------- | ---------- |
| D180         | 1,999       | 132 (180) /4,000       | 430 /1,750-2,500  | Velar                           | 2017年7月- |
| D180         | 1,999       | 132 (180) /4,000       | 430 /1,750-2,500  | R-Dynamic                       | 2017年7月- |
| P250         | 1,995       | 184 (250) /5,500       | 365 /1,300-1,500  | Velar                           | 2017年7月- |
| P250         | 1,995       | 184 (250) /5,500       | 365 /1,300-1,500  | R-Dynamic                       | 2017年7月- |
| P300         | 1,995       | 221(300) /5,500        | 400 /1,500-2,000  | Velar                           | 2017年7月- |
| P300         | 1,995       | 221(300) /5,500        | 400 /1,500-2,000  | R-Dynamic                       | 2017年7月- |
| P380         | 2,994       | 280 (380)/ 6,500       | 450 /3,500        | Velar                           | 2017年7月- |
| P380         | 2,994       | 280 (380)/ 6,500       | 450 /3,500        | R-Dynamic                       | 2017年7月- |
| 550PS        | 4,999       | 405 (550) /6,000-6,500 | 680 /2,500-5,500  | SVAutobiography Dynamic Edition | 2019年2月- |

## 車名の由来
ヴェラールのネーミングは、もともとは発表前の初代レンジローバー・プロトタイプのコードネームであり、ベールに包まれたクルマという意味を込め、ラテン語で「覆う」を意味する「velare」から派生させ「ヴェラール」と名付けたことに由来している。